# Purple Ribbon Records
Purple Ribbon Label es el sello discográfico de Outkast, que es distribuido por Virgin Records. Al principio, el sello era conocido como Aquemini Records (llamado así por el álbum de Outkast, Aquemini, de 1998).
Big Boi ha tomado la responsabilidad exclusiva del sello, y cuenta como miembros con Killer Mike, Sleepy Brown, Konkrete y Bubba Sparxxx (antiguamente firmado por el sello de Timbaland, Beat Club Records).

## Discografía

### Purple Ribbon
- Got That Purp? Mixtape
- 2005: Got Purp? Vol 2

### Bubba Sparxx
- 2006: The Charm